# Saint François d'Assise et Frère Léon méditant sur la mort
Saint François d'Assise et Frère Léon méditant sur la mort est un tableau réalisé par le peintre espagnol Le Greco au début du XVIIe siècle. Cette huile sur toile est une peinture chrétienne qui représente François d'Assise à genoux, un crâne dans les mains, alors que dans le coin inférieur gauche de la composition Frère Léon est en prière. Cette œuvre fait partie des collections du musée Goya de Castres, dans le Tarn, mais des dizaines de variantes existent par ailleurs de par le monde.

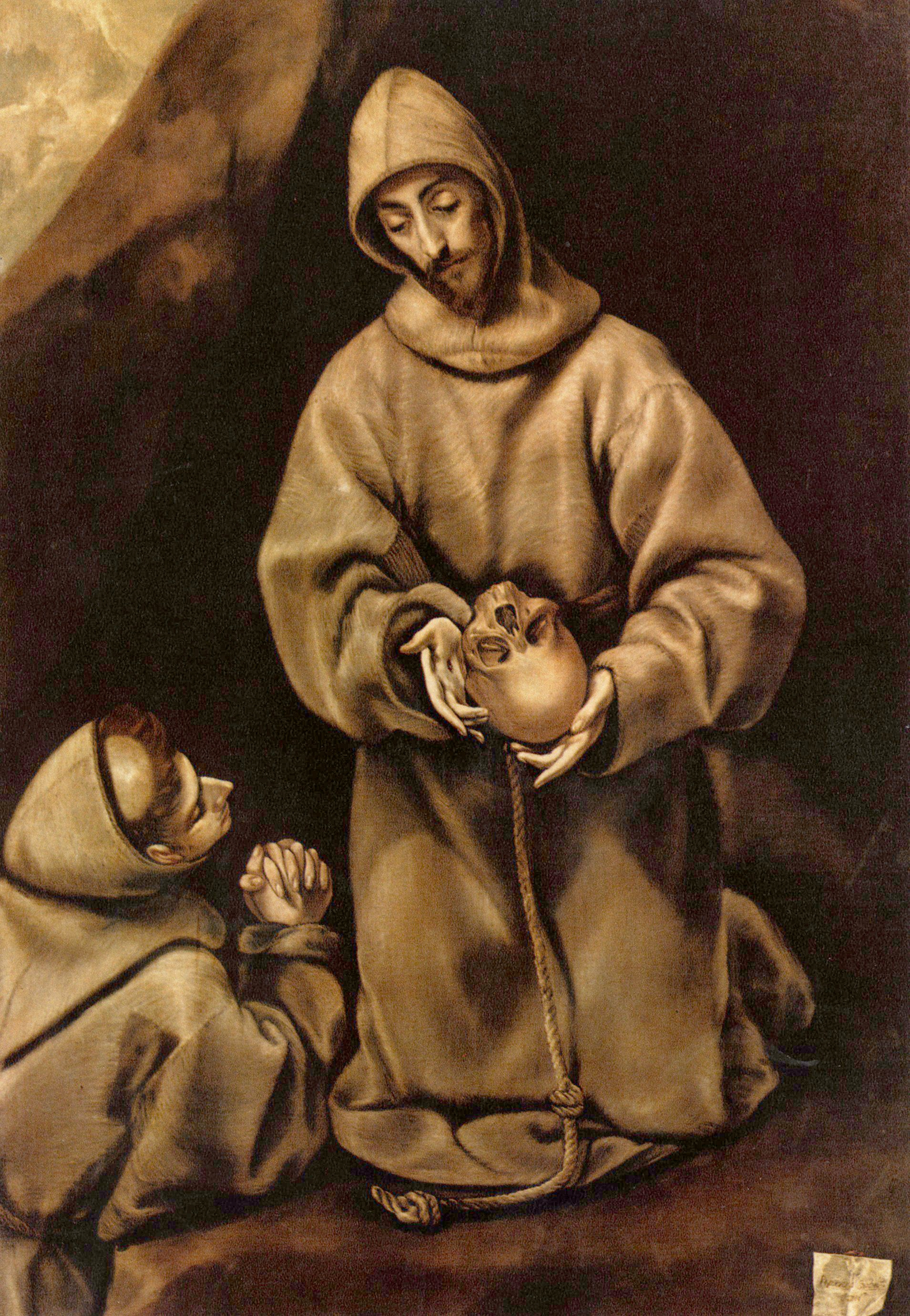
Musée du Prado, Madrid.
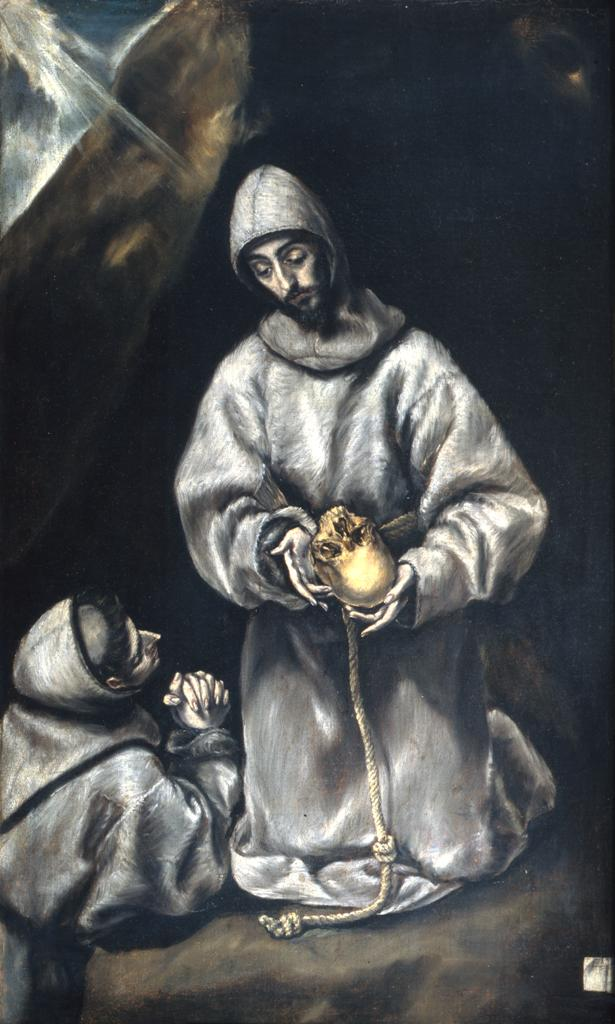
Pinacothèque de Brera, Milan.
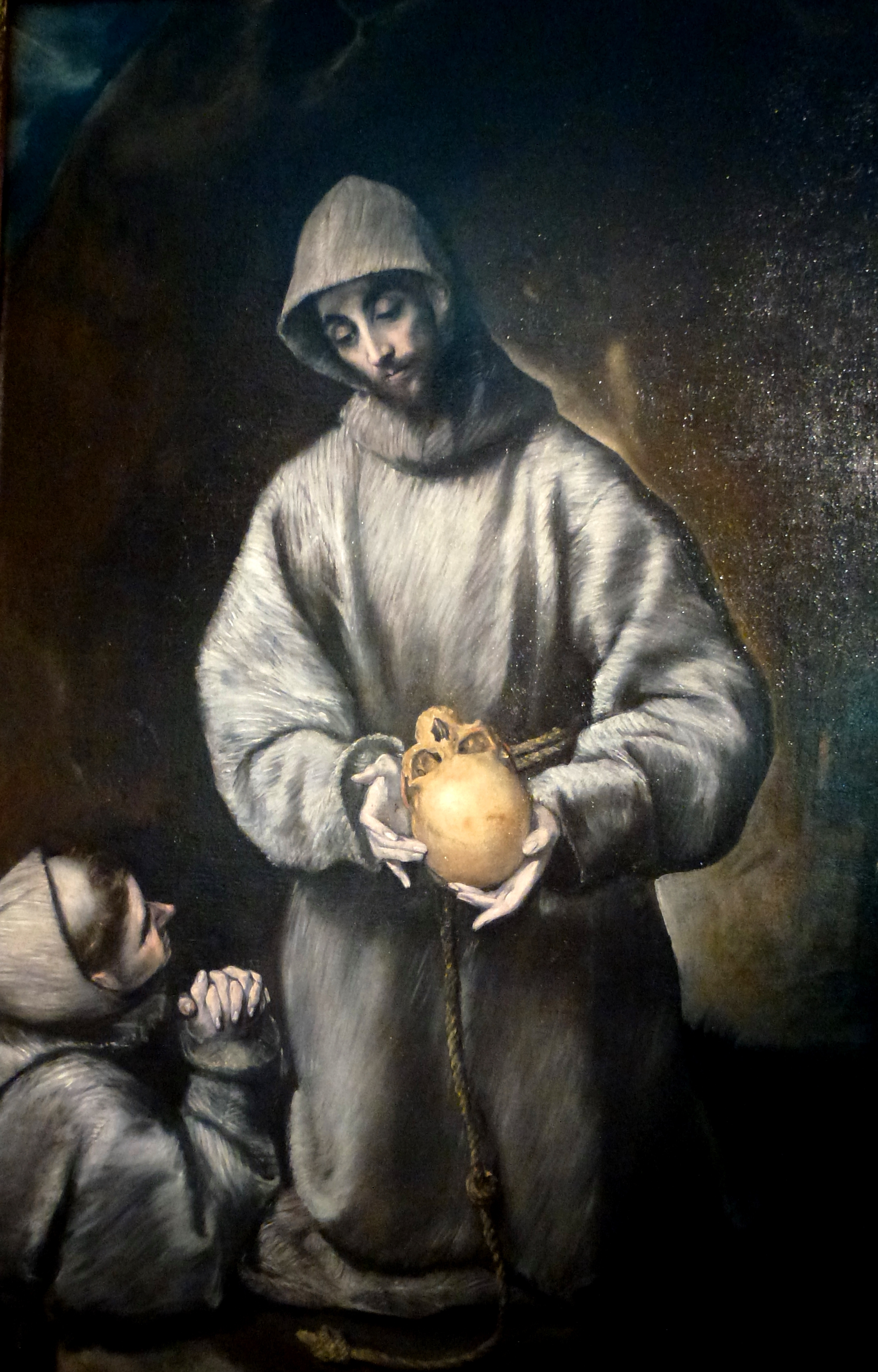
Colegio de Nuestra Señora de la Antigua, Monforte de Lemos.
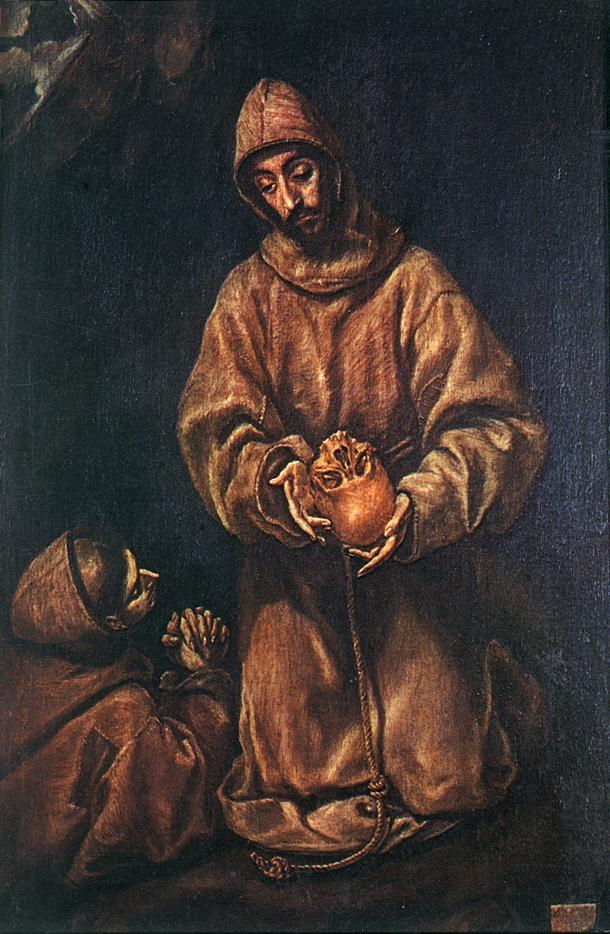
Musée du Greco, Tolède.